# Catan: World Explorers
Catan: World Explorers est un jeu mobile de réalité augmentée développé par Niantic, basé sur le jeu de plateau Les Colons de Catane. Lancé en version bêta en 2020, il cesse d'être commercialisé en 2021.

## Système de jeu
Selon le site officiel, les joueurs du jeu seront divisés en équipes qui s'affrontent au fil du temps pour gagner des « points de victoire »,. Le jeu est promu comme ayant des joueurs développant des colonies et des routes tout en collectant des ressources, les « matchs » étant des éléments compétitifs au niveau local ou mondial qui se déroulent dans une « saison ». Comme dans les précédents jeux Niantic AR (tels que Ingress et Pokémon Go), le jeu est centré sur des points de repère du monde réel, où les joueurs pouvaient collecter des ressources dans le jeu, ces ressources étant plus ou moins abondantes selon la région.

## Développement
Fin octobre 2019, l'éditeur a révélé lors du SPIEL 2019 à Essen que la société développait un « jeu géolocalisé massivement multijoueur ». Un site Web promotionnel a été publié plus tard, ce qui permet aux personnes intéressées de se préinscrire au jeu. Niantic a confirmé plus tard son implication dans le processus de développement à la suite des demandes des médias, notant que le jeu avait été développé sur sa Real World Platform.
La version bêta fermée a été lancée à l'été 2020, d'abord réservée aux joueurs de Nouvelle-Zélande, puis étendue à Singapour, à l'Australie et au Danemark en octobre 2020.